# Enrique S. Quintana
Enrique Santos Quintana (Buenos Aires, 27 de marzo de 1851 - íd., 11 de mayo de 1896) fue un escritor y abogado argentino, que ejerció como Ministro de Justicia e Instrucción Pública de su país a fines del siglo XIX, durante la presidencia de Luis Sáenz Peña.

## Biografía
Cursó estudios de derecho en la Universidad de Buenos Aires; mientras estudiaba escribió varias notas en el diario La Nación, por las que fue considerado una brillante promesa en el campo educativo. Por ello fue nombrado secretario del Consejo Nacional de Educación, lo que lo llevó a abandonar sus estudios. Publicó las poesías de Jorge Mitre. En 1871 formó parte de la Comisión Popular organizada para la lucha contra la epidemia de fiebre amarilla. Poco después ejerció como oficial de la legación presidida por Bartolomé Mitre al Imperio del Brasil, destinada a concluir las negociaciones posteriores a la Guerra de la Triple Alianza.
De regreso en la Argentina, concluyó sus estudios y se doctoró en jurisprudencia en 1875, con una tesis sobre Libertad de expresión. Ejerció como abogado en el medio privado, mientras publicaba artículos en la prensa y fundaba la Asociación Estímulo Literario.
En 1879 fue elegido diputado provincial, y tuvo alguna participación en los debates sobre la federalización de Buenos Aires. En 1881 fue elegido intendente del partido de San José de Flores; cuando éste fue unido a la Capital Federal, en 1887, fue elegido concejal del mismo. Durante este período fue profesor de literatura en el Colegio Nacional de Buenos Aires y de Derecho Romano, Derecho Canónico y Derecho Internacional en la Universidad de Buenos Aires.
En 1889 fue uno de los oradores del "mitin del Jardín Florida", con el que se dio inicio a la Unión Cívica de la Juventud, activa fuerza opositora al gobierno. Cuando se formó la Unión Cívica, en abril del año siguiente, estuvo entre sus entusiastas adherentes. No obstante, no participó en la Revolución del Parque. Fue redactor del diario El Argentino.
En los años siguientes fue nombrado director del recién fundado Banco de la Nación Argentina, y en 1891 fue elegido senador provincial.
En 1893, por iniciativa del ministro de Guerra, Aristóbulo del Valle, fue nombrado Ministro de Justicia e Instrucción Pública. Su mandato duró hasta el fracaso de la revolución radical de ese año, y el 11 de agosto presentó la renuncia en oposición a la intervención federal de la provincia de Buenos Aires sancionada por el Congreso Nacional.
Al año siguiente, Quintana fue elegido senador provincial; en 1895 fue nombrado ministro de gobierno por el gobernador Guillermo Udaondo, y ese mismo año fue elegido diputado nacional.
Falleció en mayo de 1896.